# Marthe Vinot
Marthe Vinot (8 de desembre de 1894 – 13 de juliol de 1974) va ser una actriu cinematogràfica de nacionalitat francesa, activa en l'època del cinema mut.

## Biografia
El seu veritable nom era Marthe Lagrange, i va néixer en París, França. Era germana de la també actriu Louise Lagrange.
Va desenvolupar la seva carrera exclusivament en els anys del cinema mut, retirant-se de la pantalla el 1924. El seu primer paper al cinema va arribar amb el film dirigit per Louis Feuillade André Chénier (1909), de la Gaumont Film Company. Seria la primera de nombroses col·laboracions amb Feuillade, encara que també va treballar amb Luitz-Morat i Henri Diamant-Berger, entre altres directors.
Ella havia estat casada amb l'actor teatral i cinematogràfic Maurice Vinot mort el 1916 en combat durant la Primera Guerra Mundial lluitant en les files de l'Exèrcit Francès. Posteriorment es va casar amb l'actor i director Pierre Blanchar, amb el qual va tenir una filla, Dominique Blanchar, també actriu.
Marthe Vinot va morir en París, França, en 1974.

## Filmografia
- 1909: André Chénier, de Louis Feuillade
- 1911: Le Destin des mères, de Louis Feuillade
- 1911: La Suspicion, de Louis Feuillade
- 1912: L'Anneau fatal, de Louis Feuillade
- 1912: Le Mort vivant, de Louis Feuillade
- 1912: Le Proscrit, de Louis Feuillade
- 1912: Bébé, Bout de Zan et le Voleur, de Louis Feuillade
- 1912: Bébé et la Gouvernante, de Louis Feuillade
- 1912: Bébé et le Financier, de Louis Feuillade
- 1912: Le Château de la peur, de Louis Feuillade
- 1912: Les Cloches de Pâques, de Louis Feuillade
- 1912: La Douleur de Chopin (anònim)
- 1912: La Maison des lions, de Louis Feuillade
- 1912: Le Nain, de Louis Feuillade
- 1912: La Préméditation, de Louis Feuillade
- 1912: Les Yeux ouverts, de Louis Feuillade
- 1912: Les Yeux qui meurent, de Louis Feuillade
- 1913: Juve contre Fantômas, de Louis Feuillade
- 1913: L'Angoisse, de Louis Feuillade
- 1913: Bout de Zan chanteur ambulant, de Louis Feuillade
- 1913: L'Effroi, de Louis Feuillade
- 1913: Le Mariage de Miss Nelly, de Louis Feuillade
- 1914: Severo Torelli, de Louis Feuillade
- 1914: Le Calvaire, de Louis Feuillade
- 1914: Les Fiancés de Séville, de Louis Feuillade
- 1915: Le Blason, de Louis Feuillade
- 1915: Son or, de Gaston Ravel
- 1915: Jeunes filles d'hier et d'aujourd'hui, de Louis Feuillade
- 1915: Le Collier de perles, de Louis Feuillade
- 1915: L'Escapade de Filoche, de Louis Feuillade
- 1915: Madame Fleur de Neige, de Gaston Ravel
- 1916: La Danseuse voilée, de Maurice Mariaud
- 1916: Un mariage de raison, de Louis Feuillade
- 1916: Le Crépuscule du cœur, de Maurice Mariaud
- 1918: L'Obstacle, de Jean Kemm
- 1920: La Falaise, de Paul Barlatier
- 1920: Le Gage, de Paul Barlatier
- 1921: Fleur des neiges, de Paul Barlatier
- 1921: La Proie, de Marcel Dumont
- 1922: Le Sang d'Allah, de Luitz-Morat
- 1922: Vingt ans après, de Henri Diamant-Berger
- 1924: Surcouf, de Luitz-Morat